# Portocheli
37°19′30″N 23°8′31.2″E / 37.32500, 23.142000

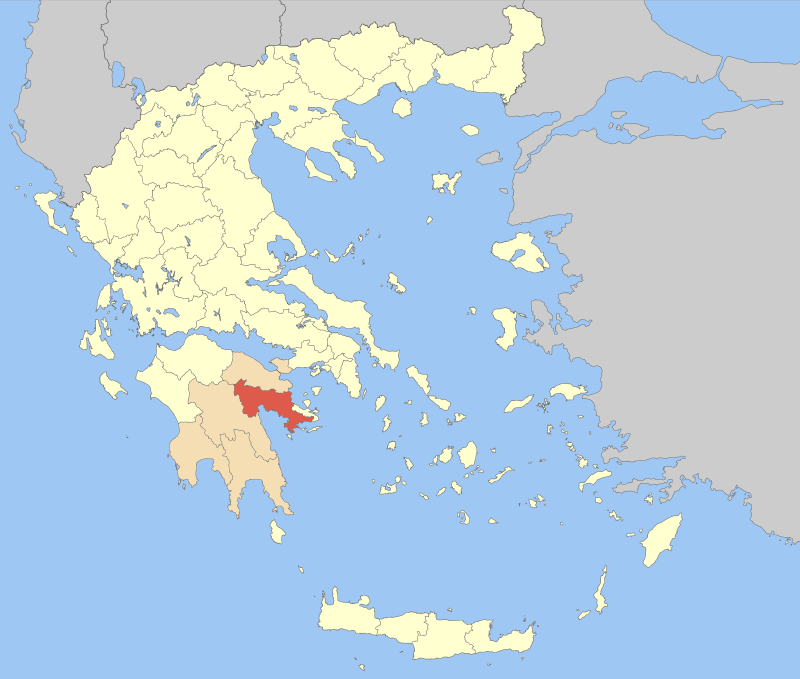
Rojo: Región de Argolida

Porto Cheli (en griego: Πόρτο Χέλι, romanizado: Pórto Chéli) o Portocheli (en griego: Πορτοχέλι, romanizado: Portochéli) es una localidad costera griega que se encuentra en la región de Argólida, Peloponeso. Es un pueblo turístico y estación balnearia. En el pueblo y en su afueras hay muchos hoteles, restaurantes, cafeterías, clubs, etc. Además el pueblo está cerca de importantes sitios arqueológicos como el teatro de Epidauro, Micenas, Tirinto y la capital de Argólida Nauplia, primera capital del estado de Grecia.
Porto Jeli pertenece al municipio de Ermionida. Su población es de 1.913 habitantes (de acuerdo a las estadísticas de 2001). Está construido a las orillas de un puerto natural cerca de las ruinas de la antigua ciudad de Halias (griego: Αλιείς). Es un destino turístico del Peloponeso y dispone de una buena infraestructura turística. 
El puerto dispone asimismo de una infraesctructura portuaria de buena calidad y capacidad, de modo que particularmente resulta atractivo para propietarios de buques marinos. Desde el puerto de Porto Heli zarpan hidroalas (flying dolphins) y buques turísticos hacia las islas cercanas del Argosarónico (Hidra, Spetses y Poros).
A partir de 2013, Constantino y Ana María de Grecia, últimos gobernantes de la Casa Real Griega hasta la instauración de la república y exiliados prácticamente desde entonces, residen en Porto Jeli.[cita requerida]
- Datos: Q3555526
- Multimedia: Porto Cheli / Q3555526